# Wallace Lindsay
Wallace Martin Lindsay (ur. 12 lutego 1858 w Pittenweem w hrabstwie Fife, Szkocja; zm. 21 lutego 1937 w St Andrews) – brytyjski filolog klasyczny i paleograf.

## Elementy biografii
Studiował najpierw na Uniwersytecie w Glasgow, a potem w Oksfordzie, gdzie w 1881 uzyskał licencjat, a w 1885 – magisterium. Po krótkim okresie pracy w Oksfordzie przeniósł się na Uniwersytet w St Andrews, gdzie w latach 1899–1937 zajmował stanowisko profesora. Zginął potrącony przez samochód.

## Osiągnięcia naukowe

### Znaczenie w historii nauki
Zajmował się gramatyką historyczną, krytyką tekstu i paleografią. Opracował wiele wydań autorów łacińskich od epoki archaicznej do średniowiecza; niektóre z nich są ciągle w użyciu po ponad stu latach od publikacji: w 2016 Oxford University Press wydało internetową edycję komedii Plauta na podstawie wydania Lindsaya z 1904.

### Wybrane publikacje

#### Opracowania
- An Introduction to Latin Textual Emendation: Based on the Text of Plautus (1896)[6]
- Handbook of Latin inscriptions: illustrating the history of the language (1897)[7]
- Contractions in early Latin minuscule MSS[8] (1908)
- Early Latin verse (1922)[9]

#### Wydania tekstów
- T. Macci Plauti Comoediae (1904[3], 1905[10])
- Isidori Hispalensis episcopi Etymologiarum sive Originum libri XX (1911)[11]
- Sextus Pompeius Festus, De verborum significatu (1913)[12]